# Господарський суд Миколаївської області
Господарський суд Миколаївської області — місцевий спеціалізований господарський суд першої інстанції, розташований у місті Миколаєві, юрисдикція якого поширюється на Миколаївську область.

## Компетенція
Місцевий господарський суд керуються при здійсненні судочинства Господарським процесуальним кодексом України. Він розглядає господарські справи, тобто ті, що виникають у зв'язку із здійсненням господарської діяльності юридичними особами та фізичними особами-підприємцями. Це, зокрема, справи про стягнення заборгованості за договорами, про чинність договорів, про відшкодування шкоди, про банкрутство, про захист права власності, корпоративні спори та ін.
Господарський суд розглядає справу, як правило, за місцезнаходженням відповідача, тобто якщо офіційна адреса відповідача зареєстрована на території юрисдикції цього суду.

## Структура
До структури Господарського суду Миколаївської області входить суддівський корпус у складі 15 суддів та апарат суду. Очолює суд голова суду, який має одного заступника. Голова місцевого суду та його заступник обираються на посади зборами суддів шляхом таємного голосування більшістю від кількості суддів відповідного суду строком на три роки, але не більш як на строк повноважень судді, у порядку, визначеному законом.
Спеціалізація суддів: дві колегії (для розгляду справ про банкрутство та всі інші).
Організаційне забезпечення роботи суду здійснює його апарат, який очолює керівник апарату.
Відділи:
- документального забезпечення (канцелярія)
- управління персоналом
- фінансово-економічний
- узагальнення судової практики та аналітично-статистичної роботи
- головний спеціаліст із забезпечення зв'язків із ЗМІ та громадськістю.

Також в суді працюють помічники суддів та секретарі судового засідання.

## Керівництво
Голова суду — Семенчук Наталія Олександрівна
 Заступник голови суду — Мавродієва Марина Володимирівна
 Керівник апарату — Ремез Віталій Михайлович.

## Реорганізація
27 червня 2018 року на виконання Указу Президента України «Про ліквідацію місцевих господарських судів та утворення окружних господарських судів» № 453/2017 від 29.12.2017 р. Миколаївський окружний господарський суд зареєстровано як юридичну особу. Новоутворена судова установа почне свою роботу з дня, визначеного в окремому повідомленні.

## Російсько-українська війна
29 березня 2022 року внаслідок ракетного обстрілу російськими військами м. Миколаєва сталося руйнування будівлі Миколаївської обласної державної адміністрації, на восьмому та дев'ятому поверхах якої містився Господарський суд Миколаївської області.
Серед загиблих під уламками будівлі виявлено тіла двох співробітниць Господарського суду: начальника організаційно-правового відділу Надії Торхової та секретаря судового засідання Анастасії Долгової.